# العياط
العياط إحدى مراكز محافظة الجيزة في جمهورية مصر العربية.

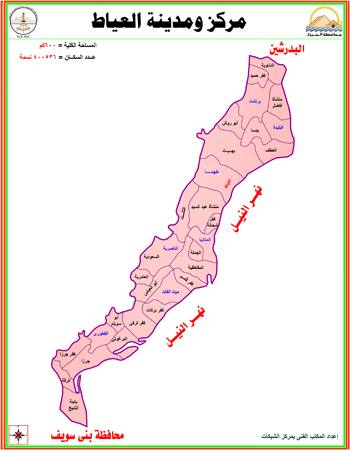

## الموقع
تقع أقصى جنوب الجيزة ومحدودة بحدود أربع من ناحية الشرق نهر النيل ومن ناحية الغرب محافظة الفيوم ومن ناحية الشمال مركز البدرشين ومن ناحية الجنوب مركز الواسطى التابع لمحافظة بني سويف ومن أهم القرى الموجودة بها قرية بهبيت والعطف واللشت وكفر عمار .

## القرى
تضم 39 قرية ومن قرى العياط قرية الدناوية وقرية كفر الرفاعي (وهما أول قريتين بمركز العياط من جهة الشمال وبعد قرية مزغونة مباشرة) وقرية الناصرية وكفر بركات وقرية كفر ترك، وبهبيت وقرية برنشت، والمتانيا، وكفر عمار، والعطف ومنشأة فاضل، والبليدة، وجرزا، والقطوري، والسعودية، وبيدف، والضبعي، وكفر الرفاعي، والرقة الغربية، والمساندة، وقرية طهما وغيرهم من باقي القرى.

## المعالم
مصنع للزيوت والصابون ومن المخطط أن يتم إنشاء منطقة صناعية كاملة على أرض العياط وذلك في ناحية الغرب من المركز بالمنطقة الصحرواية بين العياط والفيوم ولكن الشركة المصرية الكويتية استولت على تلك الأرض عن طرق عقد بيع بالأمر المباشر شابه الكثير من التجاوزات القانونية ولم يتم إنشاء أي مشروعات في تلك الأرض حتى الآن.

## الخدمات
وتعاني العياط من عدة مشاكل ترهق سكانها مثل المياه والصرف الصحي وعدم توافر وسائل المواصلات وما تزال مشروعات التنمية في العياط حبرا على ورق.

## الآثار
وتقع في العياط قرية اللشت الأثرية عاصمة مصر الفرعونية مصر في الدولة الوسطى الفرعونية" والتي تحوي في جوفها تاريخ الدولة الوسطى الذي ما زال غامضا لوجود أكثر أسراره وكنوزه الأثرية ما زالت مدفونة تحت الأرض بهذه المنطقة التي يصفها أثريون بالمنطقة البكر التي لم يقترب منها أي أثري منذ ما يقرب من قرن من الزمان. كانت تسمى في العصر الفرعوني "أثت تاوي" بمعنى القابضة على الأرضيين، وقد اتخذت عاصمة لمصر في بداية عصور الأسرات الفرعونية وتعد المنطقة امتدادا لجبانة منف الأثرية الشهيرة حيث تقع جنوب منطقة دهشور "50 كيلو متر جنوب القاهرة" ويحدها من الجنوب منطقة ميدوم الامتداد الأخير لجبانة منف.
إن الملك أمنمحات الأول هو الذي أنشأ هذه المنطقة حيث قام ببناء مجموعته الهرمية والمكونة من معبد الوادي والطريق الصاعد والمعبد الجنائزي والهرم المسمى باسمه وحولها توجد مقابر خصصها لكبار رجال الدولة في عصره تم الكشف عن بعضها في بداية القرن الماضي بواسطة بعثة أثرية أميركية. وبعد أمنمحات الأول جاء ابنه سنوسرت الأول الذي تولى الحكم وقام أيضا بإنشاء مجموعته الهرمية في موازاة قرية السعودية الحالية وتكونت المجموعة من معبد الوادي والطريق الصاعد ومعبد جنائزي بالإضافة إلى هرمه، ودفن بجواره كبار رجال الدولة في ذلك الوقت ومنهم على سبيل المثال قائد الجيش المدعو أمني وكبير الكهنة سنوسرت عنخ.
والمشروع الذي ينفذه المجلس حاليا يشمل نقاطا مهمة يأتي على رأسها تقليل نسبة المياه الجوفية لضمان عدم تأثيرها على غرفتي الدفن الملكية داخل الهرمين خاصة، بالإضافة إلى ترميم دقيق شامل لنقوش مقبرة سنوسرت عنخ والتي تحوي مئات من التعاويذ ونصوص الأهرام والتي تتضمن التاريخ العقائدي للديانة المصرية بجانب ترميم المعبد الجنائزي لسنوسرت الأول والذي عثر فيه على تمثال ملكي للملك سنوسرت الأول بالحجم الطبيعي.
ومن المقابر المكتشفة حديثا مقبرة «أن جر حتب» والمنطقة ما زالت بِكرا في آثارها ولم يتم الحفر بها منذ أكثر من قرن. وأكد الأثريون أن تاريخ الدولة الوسطى ما زال مدفونا بهذه المنطقة لكنهم يرون أن حلّ المشكلات الموجودة حاليا وأهمها خفض منسوب المياه الجوفية على غرفتي الدفن داخل الهرمين سيؤدي إلى بدايات حقيقية للتنقيب الأثري.

## النقل
المواصلات العامة بين المركز والقاهرة الكبرى إما بالميكروباصات أو من محطة سكة حديد لا يتوقف فيها إلا القطار البطيء. وبها مزلقان يقام عنده سوق يوم الأحد، ولسوء التأمين فقد شهد مركز العياط عدة حوادث قطارات كارثية، أشهرها:
- حادثة حريق قطار الصعيد سنة 2002
- تصادم قطاري العياط 2009
- و حادث مزلقان البليدة يوم 31/1/2016